# Lindsaea roemeriana
Lindsaea roemeriana là một loài dương xỉ trong họ Lindsaeaceae. Loài này được Rosenst. mô tả khoa học đầu tiên năm 1912.